# Soquel, Kalifornien
Soquel är en ort (CDP) i Santa Cruz County, i delstaten Kalifornien, USA. Enligt United States Census Bureau har orten en folkmängd på 9 644 invånare (2010) och en landarea på 11,9 km².